# Platysenta demittens
Platysenta demittens là một loài bướm đêm trong họ Noctuidae.